# ژان مارسل
ژان مارسل (به فرانسوی: Jean Marcel) نویسنده و استاد دانشگاه قرن بیستم میلادی اهل کانادا است.